# Lycocerus masatakai
Lycocerus masatakai is een keversoort uit de familie soldaatjes (Cantharidae). De wetenschappelijke naam van de soort werd in 2007 gepubliceerd door Okushima.